# 1970 à Terre-Neuve-et-Labrador
Chronologie de Terre-Neuve-et-Labrador
- 1966
- 1967
- 1968
- 1969
- 1970
- 1971
- 1972
- 1973
- 1974

Cette page concerne des événements d'actualité qui se sont produits durant l'année 1970 dans la province canadienne de Terre-Neuve-et-Labrador.

## Politique
- Premier ministre : Joseph Smallwood
- Chef de l'Opposition :
- Lieutenant-gouverneur :
- Législature :

## Naissances
- 12 août : Scott Simms, politicien.